# La Ronde des esprits
La Ronde des esprits (titre original : Brown Girl in the Ring) est un roman de science-fiction de l'écrivain canadienne d'origine jamaïquaine Nalo Hopkinson publié en 1998 et traduit en français en 2001.
Ce roman a reçu le prix Locus du meilleur premier roman 1999.

## Résumé
Uttley, Première ministre malade, refuse qu’on lui greffe un cœur de cochon et exige un donneur humain. On demande à Rudy, trafiquant qui tient le cœur de Toronto, de lui en trouver un. Ce dernier charge Tony, qui a des connaissances médicales mais qui se drogue, de ce service. 
Tony doit donc chercher une personne qui peut faire réussir cette transplantation. Il va s’épancher auprès de Ti-Jeanne son ancienne petite-amie dont la grand-mère, Gros-Jeanne, a la réputation d’être sorcière. Cette dernière essaie un sortilège pour lui faire franchir les limites de Toronto mais il ne fonctionne pas.
Tony tue la personne compatible qu’il a trouvée, ce qui permet de sauver la Première ministre. Ce nouveau cœur l’influencera. Il lui permettra d’avoir une autre vision des choses et de vouloir entreprendre de grands changements.
De son côté, Ti-Jeanne a accepté le fait d'avoir des visions. Sa grand-mère lui a demandé de délivrer l'esprit emprisonné de sa mère, Mi-Jeanne, et de tuer son grand-père malfaisant, ce qu’elle réussit avec l’aide des morts de la Terre de Guinée. 

## Personnages principaux
- Ti-Jeanne : jeune femme qui a une grande force de caractère.
- Gros-Jeanne : sorcière, grand-mère de Ti-Jeanne.
- Mi-Jeanne : mère de Ti-Jeanne.
- Tony : dealer consommateur soumis à Rudy, ex-petit-ami de Ti-Jeanne.
- Rudy : trafiquant de drogue qui règne sur le centre-ville de Toronto.
- Uttley : Première ministre de Toronto.

## Thèmes abordés
L’histoire se passe sur fond de magie noire dans un monde futur décadent. Les centre-ville sont laissés aux pauvres et aux mafieux. Seule une grande volonté permet d’y survivre honnêtement. Le livre aborde aussi le trafic d’organe et le rachat possible des mauvaises actions.

## Accueil critique
Les critiques notent « la chaleur antillaise de l'écriture et surtout du mélange des genres, avec l'irruption de la magie vaudou dans ce contexte futuriste »  pour ce premier roman de l’auteure qui est aussi qualifié de « roman de science-fiction atypique ».